# Билкилдакти
Билкилдакти́ (каз. Былқылдақты) — село у складі Кзилкогинського району Атирауської області Казахстану. Входить до складу Сагізького сільського округу.
У радянські часи село називалось Бикилдакти.
Населення — 42 особи (2021; 143 у 2009, 294 у 1999, 306 у 1989).